# こよみのよぶね
こよみのよぶねとは、岐阜県岐阜市の長良川で、毎年冬至の日に行われるイベントである。

## 概要
- 長良川右岸プロムナードを中心とした河畔一帯で行われる。
- 和紙と竹を使用した巨大な[1]数字（1～12）、および開催年の干支モチーフとした行灯を屋形船に乗せ、長良川に流す。数字は暦の1月から12月を表す。
- 巨大行灯は各地のボランティアが制作する。

## 沿革
- 2006年（平成18年） - 岐阜県美術館で日比野克彦の展覧会「HIBINO DNA AND-日比野克彦 応答せよ!!-」[2]が開催。これがきっかけとなり、アートで人々の心をつなぎ、岐阜の持つ魅力を再発見するさまざまなプロジェクトが開催されることとなる。その中心的なボランティア・プロジェクトとして「こよみのよぶね」が開催される。
- 2007年（平成19年） - 「こよみのよぶね」が好評だったことから、毎年冬至の日に行われるイベントとなる。